# Guerra de baja intensidad
La guerra de baja intensidad (GBI) es una confrontación político militar entre Estados o grupos, por debajo de la guerra convencional y por encima de la competencia pacífica entre naciones. La GBI involucra a menudo luchas prolongadas de principios e ideologías y se desarrolla a través de una combinación de medios políticos, económicos, de información y militares.
Este tipo de confrontación se ubica generalmente en el tercer mundo, pero contiene implicaciones de seguridad regional y global. Varios elementos militares y políticos se combinan para asegurar que la GBI será la forma más común de confrontación que los ejércitos tendrán que enfrentar en el futuro inmediato. Entre ellas destacan los profundos problemas sociales, económicos y políticos de las naciones del tercer mundo que crean un terreno fértil para el desarrollo de la insurgencia y otros conflictos con un impacto adverso a los intereses de los gobiernos establecidos o las potencias extranjeras.
Existen cinco imperativos para llevar a cabo las operaciones de GBI:
- Dominio político
- Unidad de acción
- Adaptabilidad
- Legitimidad
- Perseverancia

## Origen
Al finalizar la guerra de Vietnam, un contingente de oficiales, analistas y políticos estadounidenses adscritos al círculo gobernante, inició el desarrollo de una estrategia global, con la premisa de librar una guerra doméstica que les permitiera recuperar el apoyo del pueblo estadounidense para iniciar una nueva política exterior intervencionista, dirigida a combatir a los movimientos revolucionarios emergentes o a los regímenes legalmente constituidos, opuestos a Estados Unidos; mediante recursos militares y también por medio de mecanismos de presión económica, política, social y psicológica.
Esta nueva teoría quedaría claramente explicada en el Joint Low-Intensity Conflict Project Final Report, según el cual la descripción de la GBI resulta tan deliberadamente amplia y ambigua, que llega a ser mucho más que una categoría de conflictos bélicos medibles en cuanto a la violencia que producen, ya que es una lucha con fines políticos, sociales, económicos y psicológicos que incluye desde las presiones diplomáticas y económicas o las operaciones psicosociales, hasta el terrorismo y la insurgencia con objetivos selectivos.
De este modo, la GBI implica casi por definición establecer alianzas con fuerzas y regímenes que están muy lejos de caracterizarse por ser democráticos o por respetar los derechos humanos, y que normalmente recurren a grupos paramilitares para que instauren el terror en las comunidades identificadas como base social de la guerrilla. A fin de cuentas la GBI no es más que una forma nueva de llamar a la contrainsurgencia.